# Nuoto ai campionati mondiali di nuoto 2023 - 200 metri farfalla femminili
La gara di nuoto dei 200 metri farfalla femminili dei campionati mondiali di nuoto 2023 è stata disputata il 26 e 27 luglio 2023 presso il Marine Messe Fukuoka di Fukuoka. Vi hanno preso parte 31 atlete provenienti da 25 nazioni.
La competizione è stata vinta dalla nuotatrice canadese Summer McIntosh, mentre l'argento e il bronzo sono andati rispettivamente all'australiana Elizabeth Dekkers e alla statunitense Regan Smith.

## Podio
| Posizione | Atleta            | Nazionalità |
| --------- | ----------------- | ----------- |
| Oro       | Summer McIntosh   | Canada      |
| Argento   | Elizabeth Dekkers | Australia   |
| Bronzo    | Regan Smith       | Stati Uniti |

## Programma
| Data           | Ora (UTC+9) | Turno      |
| -------------- | ----------- | ---------- |
| 26 luglio 2023 | 11:40       | Batterie   |
| 26 luglio 2023 | 21:16       | Semifinali |
| 27 luglio 2023 | 20:02       | Finale     |

## Record
Prima della competizione il record del mondo e il record dei campionati erano i seguenti:
| Record mondiale       | 2'01"81 | Liu Zige Cina               | 21 ottobre 2009 Jinan, Cina |
| Record dei campionati | 2'03"41 | Jessicah Schipper Australia | 30 luglio 2009 Roma, Italia |

Nel corso della competizione non sono stati migliorati.

## Risultati

### Batterie
| Pos. | Batteria | Corsia | Atleta                | Nazionalità          | Tempo   | Note |
| ---- | -------- | ------ | --------------------- | -------------------- | ------- | ---- |
| 1    | 2        | 3      | Helena Rosendahl Bach | Danimarca            | 2'07"57 | Q    |
| 2    | 3        | 4      | Elizabeth Dekkers     | Australia            | 2'07"71 | Q    |
| 3    | 4        | 4      | Summer McIntosh       | Canada               | 2'07"91 | Q    |
| 4    | 3        | 5      | Laura Stephens        | Gran Bretagna        | 2'08"07 | Q    |
| 5    | 4        | 3      | Lana Pudar            | Bosnia ed Erzegovina | 2'08"16 | Q    |
| 6    | 2        | 5      | Airi Mitsui           | Giappone             | 2'08"54 | Q    |
| 7    | 4        | 6      | Emily Large           | Gran Bretagna        | 2'08"93 | Q    |
| 8    | 3        | 6      | Hiroko Makino         | Giappone             | 2'09"03 | Q    |
| 9    | 3        | 3      | Lindsay Looney        | Stati Uniti          | 2'09"27 | Q    |
| 10   | 3        | 2      | Yu Liyan              | Cina                 | 2'09"29 | Q    |
| 11   | 4        | 7      | María José Mata       | Messico              | 2'09"50 | Q    |
| 12   | 2        | 6      | Abbey Connor          | Australia            | 2'10"04 | Q    |
| 13   | 4        | 2      | Boglárka Kapás        | Ungheria             | 2'10"18 | Q    |
| 14   | 2        | 2      | Zsuzsanna Jakabos     | Ungheria             | 2'10"73 | Q    |
| 15   | 2        | 4      | Regan Smith           | Stati Uniti          | 2'10"80 | Q    |
| 16   | 3        | 1      | Anja Crevar           | Serbia               | 2'10"98 | Q,   |
| 17   | 2        | 7      | Georgia Damasioti     | Grecia               | 2'11"03 |      |
| 18   | 4        | 1      | Park Su-jin           | Corea del Sud        | 2'11"20 |      |
| 19   | 3        | 7      | Quah Jing Wen         | Singapore            | 2'11"50 |      |
| 20   | 3        | 8      | Kamonchanok Kwanmuang | Thailandia           | 2'12"46 |      |
| 21   | 2        | 8      | Amina Kajtaz          | Croazia              | 2'12"57 |      |
| 22   | 2        | 1      | Lea Polonsky          | Israele              | 2'12"62 |      |
| 23   | 4        | 0      | Karen Durango         | Colombia             | 2'12"86 |      |
| 24   | 3        | 0      | Maria Fernanda Costa  | Brasile              | 2'13"30 |      |
| 25   | 4        | 8      | Laura Lahtinen        | Finlandia            | 2'13"65 |      |
| 26   | 4        | 9      | Trinity Hearne        | Sudafrica            | 2'14"78 |      |
| 27   | 2        | 0      | Alondra Ortíz         | Costa Rica           | 2'16"95 |      |
| 28   | 1        | 4      | Lia Ana Lima          | Angola               | 2'26"95 |      |
| 29   | 1        | 5      | Amaya Bollinger       | Guam                 | 2'38"22 |      |
| 30   | 1        | 3      | Meral Ayn Latheef     | Maldive              | 3'05"69 |      |
|      | 4        | 5      | Zhang Yufei           | Cina                 | dns     |      |

### Semifinali
| Pos. | Semifinale | Corsia | Atleta                | Nazionalità          | Tempo   | Note |
| ---- | ---------- | ------ | --------------------- | -------------------- | ------- | ---- |
| 1    | 2          | 3      | Lana Pudar            | Bosnia ed Erzegovina | 2'06"60 | Q    |
| 2    | 2          | 8      | Regan Smith           | Stati Uniti          | 2'06"83 | Q    |
| 3    | 2          | 5      | Summer McIntosh       | Canada               | 2'06"85 | Q    |
| 4    | 1          | 4      | Elizabeth Dekkers     | Australia            | 2'07"11 | Q    |
| 5    | 2          | 4      | Helena Rosendahl Bach | Danimarca            | 2'07"15 | Q    |
| 6    | 1          | 5      | Laura Stephens        | Gran Bretagna        | 2'07"47 | Q    |
| 7    | 1          | 3      | Airi Mitsui           | Giappone             | 2'07"51 | Q    |
| 8    | 2          | 2      | Lindsay Looney        | Stati Uniti          | 2'07"72 | Q    |
| 9    | 1          | 6      | Hiroko Makino         | Giappone             | 2'08"40 |      |
| 10   | 2          | 6      | Emily Large           | Gran Bretagna        | 2'08"66 |      |
| 11   | 1          | 2      | Yu Liyan              | Cina                 | 2'08"78 |      |
| 12   | 2          | 7      | María José Mata       | Messico              | 2'09"33 |      |
| 13   | 2          | 1      | Boglárka Kapás        | Ungheria             | 2'09"56 |      |
| 14   | 1          | 7      | Abbey Connor          | Australia            | 2'10"35 |      |
| 15   | 1          | 1      | Zsuzsanna Jakabos     | Ungheria             | 2'11"23 |      |
| 16   | 1          | 8      | Anja Crevar           | Serbia               | 2'11"65 |      |

### Finale
| Pos.    | Corsia | Atleta                | Nazionalità          | Tempo   | Note |
| ------- | ------ | --------------------- | -------------------- | ------- | ---- |
| Oro     | 3      | Summer McIntosh       | Canada               | 2'04"06 | ,    |
| Argento | 6      | Elizabeth Dekkers     | Australia            | 2'05"46 |      |
| Bronzo  | 5      | Regan Smith           | Stati Uniti          | 2'06"58 |      |
| 4       | 4      | Lana Pudar            | Bosnia ed Erzegovina | 2'07"05 |      |
| 5       | 1      | Airi Mitsui           | Giappone             | 2'07"15 |      |
| 5       | 2      | Helena Rosendahl Bach | Danimarca            | 2'07"15 |      |
| 7       | 7      | Laura Stephens        | Gran Bretagna        | 2'07"27 |      |
| 8       | 8      | Lindsay Looney        | Stati Uniti          | 2'07"90 |      |